# Simon de Wit (roeier)
Simon de Wit (Zaandam, 24 augustus 1912 - Amsterdam, 2 maart 1976) was een Nederlands ondernemer, olympisch sporter en sportbestuurder. Hij vertegenwoordigde Nederland eenmaal bij de Olympische Spelen, maar won bij die gelegenheid geen medailles.

## Biografie
De Wit is geboren in een sportieve familie. Zijn vader Maarten de Wit was olympisch zeiler op de Olympische Spelen van 1928 in Amsterdam. Simon kwam zelf op de Olympische Zomerspelen van 1936 in Berlijn uit op twee roei-onderdelen. Bij het onderdeel vier-zonder-stuurman werd de boot uitgeschakeld in de eliminatieronde. Op het onderdeel vier-met-stuurman eindigde de boot net buiten de prijzen op de vierde plaats. Een jaar later in 1937 werd diezelfde ploeg tweede tijdens de Europese kampioenschappen roeien op de Bosbaan in het Amsterdamse Bos.
Naast het roeien bij de Amsterdamsche Studenten Roeivereniging Nereus was De Wit ook verdienstelijk met het zeilen, vooral tijdens internationale zeezeilwedstrijden. Op de Olympische Zomerspelen van 1952 in Helsinki was hij chef d'équipe van het Nederlandse zeilteam. Hij was tevens de vlaggendrager voor Nederland tijdens de openings- en sluitingsceremonie. Acht jaar later, op de Olympische Zomerspelen van 1960, was hij nogmaals chef d'équipe van de zeilers om vervolgens in 1964 in Tokio chef de mission van de gehele Nederlandse ploeg te worden.
De Wit vervulde ook vele jaren bestuursfuncties in het Nederland Olympisch Comité en de Nederlandse Sport Federatie, het huidige NOC*NSF.
Hij had tot 1964 zitting in de directie van het toen nog zelfstandige grootwinkelbedrijf Simon de Wit N.V. in Zaandam.

## Palmares

### roeien (vier zonder stuurman)
- 1936: 8e OS in Berlijn

### roeien (vier met stuurman)
- 1932:  Oude Vier Varsity
- 1934:  Oude Vier Varsity
- 1936: 4e OS in Berlijn - 7.34,7
- 1937:  EK in Amsterdam